# Fairport Harbor (Ohio)
Fairport Harbor es una villa ubicada en el condado de Lake en el estado estadounidense de Ohio. En el Censo de 2010 tenía una población de 3109 habitantes y una densidad poblacional de 1.083,39 personas por km².

## Geografía
Fairport Harbor se encuentra ubicada en las coordenadas 41°44′51″N 81°16′22″O / 41.74750, -81.27278. Según la Oficina del Censo de los Estados Unidos, Fairport Harbor tiene una superficie total de 2.87 km², de la cual 2.66 km² corresponden a tierra firme y (7.31%) 0.21 km² es agua.

## Demografía
Según el censo de 2010, había 3109 personas residiendo en Fairport Harbor. La densidad de población era de 1.083,39 hab./km². De los 3109 habitantes, Fairport Harbor estaba compuesto por el 94.69% blancos, el 2.09% eran afroamericanos, el 0.16% eran amerindios, el 0.32% eran asiáticos, el 0% eran isleños del Pacífico, el 0.64% eran de otras razas y el 2.09% pertenecían a dos o más razas. Del total de la población el 2.16% eran hispanos o latinos de cualquier raza.